# 国見駅 (宮城県)
国見駅（くにみえき）は、宮城県仙台市青葉区荒巻字坊主門にある、東日本旅客鉄道（JR東日本）仙山線の駅である。

## 歴史
- 1984年（昭和59年）2月1日：北山駅と同時に開業[2]（無人駅[3]）。
- 1986年（昭和61年）10月15日：乗車駅証明書発行機を設置[4]。
- 1987年（昭和62年）
  - 3月20日：仙台駅から駅員を派遣（特改扱いだが事実上の有人化）。
  - 4月1日：国鉄の分割民営化により東日本旅客鉄道の駅となる[5]。
  - 6月1日：交換設備供用開始[2]。
- 1997年（平成9年）3月22日：上りホームを増設し、使用を開始[6]。
- 2002年（平成14年）：駅舎が北側に移転し、マルス端末を設置。旧駅舎（南側）は改築し、トイレとなった。
- 2003年（平成15年）
  - 3月13日：自動改札機を導入。
  - 10月26日：ICカード「Suica」利用が可能となる[7]。
- 2005年（平成17年）3月28日：快速列車が停車するようになり、全列車が停車となった。
- 2006年（平成18年）12月15日：管理駅が北仙台駅から愛子駅に変更になる。
- 2013年（平成25年）4月1日：直営駅（愛子駅所属国見駅在勤）から業務委託駅（JR東日本東北総合サービス）となる。
- 2020年（令和2年）10月1日：愛子駅の業務委託化に伴い、仙台地区センター管理下となる。
- 2021年（令和3年）9月30日：みどりの窓口の営業を終了[8]。
- 2024年（令和6年）10月1日：えきねっとQチケのサービスを開始[1][9]。

## 駅構造
単式ホーム2面2線を有する地上駅で、駅舎は北側にある。北側から見てホーム、線路、ホーム、線路の順に並ぶ構造となっている。北側の線路は両方のホームに接しているが、北側のホームのみで旅客の扱いを行う。南のホームは、北側に柵が設置されており、南側の線路の列車が使用する。北側（駅舎側）のホームが1番線、南側のホームが2番線とされている。
開業当初は単式ホーム1面1線を持つ構造であったが、その後の仙山線の輸送量の増加に伴い、密度の高い列車ダイヤを組むため島式ホーム1面2線をもつ構造に改められた。しかし、1990年代中ごろに、元々あった高校に加えて専門学校や大学が駅周辺に進出し利用者数が急増すると、幅の狭い既存のホームで乗客を捌くことが難しくなっていった。特に朝のラッシュ時には、下り列車から降りた学生と、上り列車の入線を待つ通勤客とで、ホームが溢れかえるという危険な状態も発生した。そのため、1997年（平成9年）に線路を挟んだ既存のホームの向かい側に単式ホーム1面を増設、上記の構造に改められることとなり、ホームの混雑は幾分緩和された。
駅舎については、駅舎開設当初は用地確保のため線路の南側に設置されていた。しかし、駅周辺にある学校は全て北側にあり、駅舎から学校に向かうには踏切を渡らねばならなかった。このため、遮断機の下りた踏切に侵入したり、駅舎を経由せずに乗車する利用者が発生していたので、2002年（平成14年）に駅舎を北側に移転した。旧来の駅舎は改築され、トイレとして利用されている。この名残でトイレを利用するだけの構内踏切がある。
仙台地区センターが管理する業務委託駅（JR東日本東北総合サービス委託）である。自動券売機と自動改札機（Suica、えきねっとQチケ対応）が設置されている。改札口からホームまではスロープになっている。
JRの特定都区市内制度における「仙台市内」の駅である。

### のりば
| 番線 | 路線    | 方向 | 行先                       |
| ---- | ------- | ---- | -------------------------- |
| 1    | ■仙山線 | 上り | 仙台方面                   |
| 2    | ■仙山線 | 下り | 愛子・作並・山寺・山形方面 |

- 1・2番線ともに仙台方・羽前千歳方に場内・出発信号機が備えられている。過去には2番線に上り列車が停車し、1番線を下り列車が通過・停車する設定もなされていた[11]。

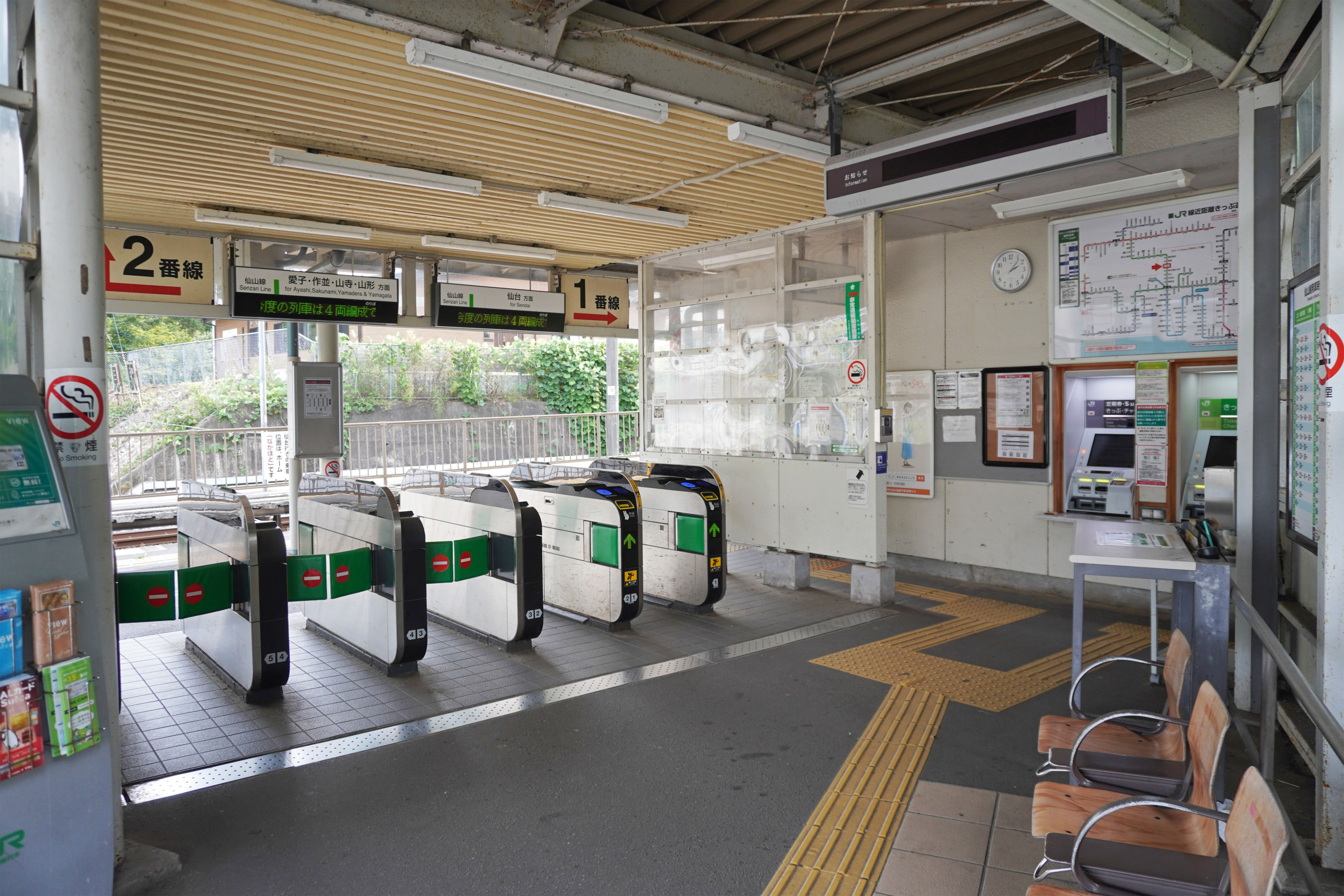
改札口（2023年9月）
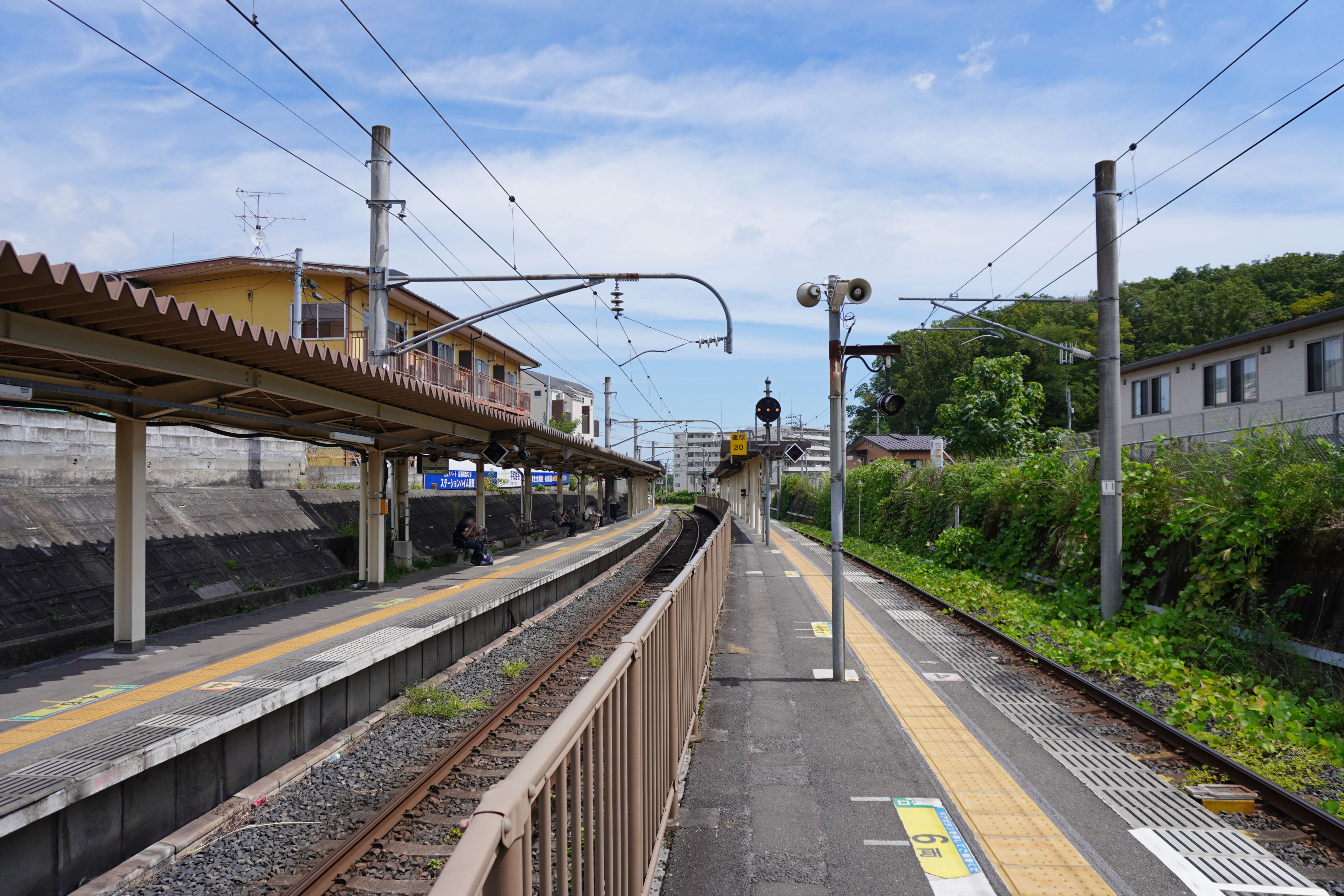
ホーム（2023年9月）
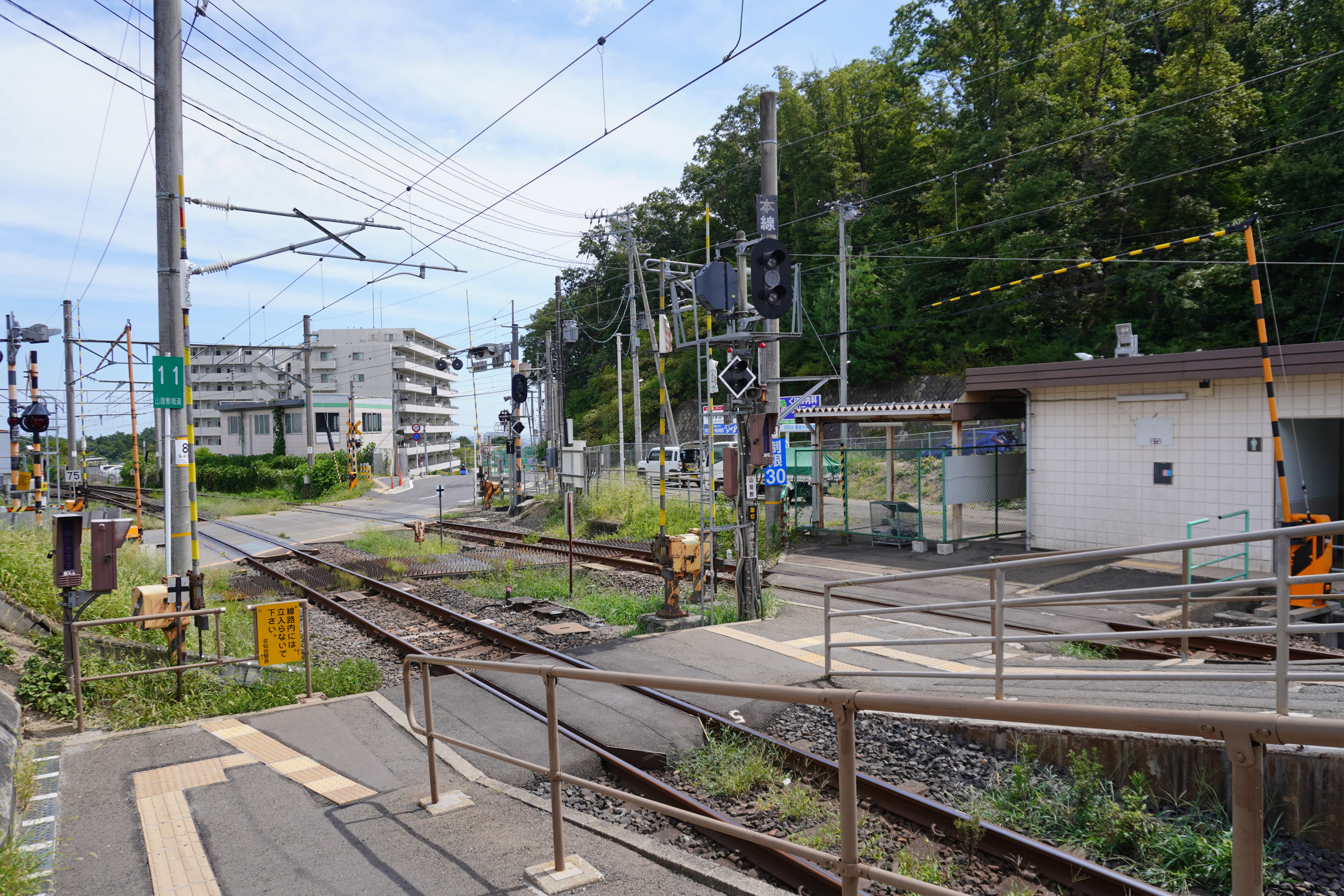
構内踏切（2023年9月）

## 利用状況
JR東日本によると、2023年度（令和5年度）の1日平均乗車人員は2,763人である。
1999年度（平成11年度）以降の推移は以下のとおりである。
| 1日平均乗車人員推移 | 1日平均乗車人員推移 | 1日平均乗車人員推移 | 1日平均乗車人員推移 | 1日平均乗車人員推移 |
| 年度                | 定期外              | 定期                | 合計                | 出典                |
| ------------------- | ------------------- | ------------------- | ------------------- | ------------------- |
| 1999年（平成11年）  | 795                 | 3,637               | 4,432               | [ 市 1 ]            |
| 2000年（平成12年）  | 779                 | 3,611               | 4,390               | [ J 2 ] [ 市 1 ]    |
| 2001年（平成13年）  | 765                 | 3,573               | 4,338               | [ J 3 ] [ 市 1 ]    |
| 2002年（平成14年）  | 823                 | 3,721               | 4,544               | [ J 4 ] [ 市 2 ]    |
| 2003年（平成15年）  | 936                 | 3,810               | 4,746               | [ J 5 ] [ 市 2 ]    |
| 2004年（平成16年）  | 964                 | 3,759               | 4,723               | [ J 6 ] [ 市 2 ]    |
| 2005年（平成17年）  | 979                 | 3,327               | 4,306               | [ J 7 ] [ 市 2 ]    |
| 2006年（平成18年）  | 955                 | 3,148               | 4,102               | [ J 8 ] [ 市 2 ]    |
| 2007年（平成19年）  | 853                 | 3,056               | 3,908               | [ J 9 ] [ 市 3 ]    |
| 2008年（平成20年）  |                     |                     | 3,759               | [ J 10 ] [ 市 4 ]   |
| 2009年（平成21年）  |                     |                     | 3,510               | [ J 11 ] [ 市 4 ]   |
| 2010年（平成22年）  |                     |                     | 3,509               | [ J 12 ] [ 市 4 ]   |
| 2011年（平成23年）  |                     |                     | 3,472               | [ J 13 ] [ 市 4 ]   |
| 2012年（平成24年）  | 804                 | 2,832               | 3,637               | [ J 14 ] [ 市 4 ]   |
| 2013年（平成25年）  | 833                 | 2,828               | 3,661               | [ J 15 ] [ 市 5 ]   |
| 2014年（平成26年）  | 786                 | 2,676               | 3,463               | [ J 16 ] [ 市 5 ]   |
| 2015年（平成27年）  | 770                 | 2,694               | 3,465               | [ J 17 ] [ 市 5 ]   |
| 2016年（平成28年）  | 753                 | 2,631               | 3,384               | [ J 18 ] [ 市 5 ]   |
| 2017年（平成29年）  | 736                 | 2,502               | 3,238               | [ J 19 ] [ 市 5 ]   |
| 2018年（平成30年）  | 761                 | 2,466               | 3,227               | [ J 20 ] [ 市 6 ]   |
| 2019年（令和元年）  | 684                 | 2,487               | 3,172               | [ J 21 ] [ 市 6 ]   |
| 2020年（令和02年）  | 503                 | 1,872               | 2,376               | [ J 22 ] [ 市 6 ]   |
| 2021年（令和03年）  | 557                 | 1,991               | 2,549               | [ J 23 ] [ 市 6 ]   |
| 2022年（令和04年）  | 620                 | 2,209               | 2,829               | [ J 24 ]            |
| 2023年（令和05年）  | 626                 | 2,137               | 2,763               | [ J 1 ]             |

1日平均乗車人員（単位：人/日）

## 駅周辺

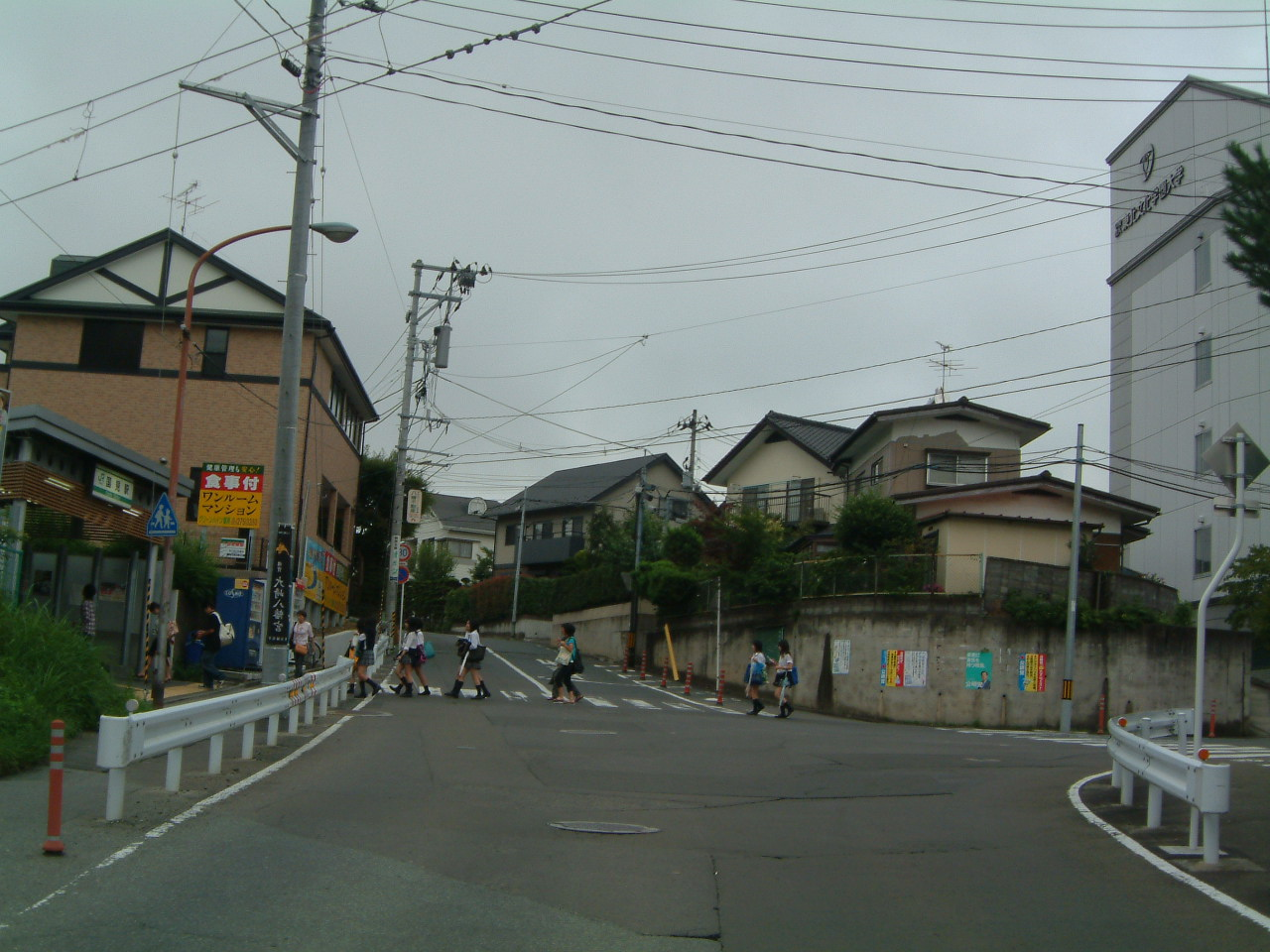
駅と東北文化学園大学

駅の北側と東側は住宅地であり、南側と西側は雑木林となっている。八幡方面へは急勾配の「唸り坂」を下っていく。
- 東北文化学園大学
- 仙台市立仙台高等学校
- 国見スポーツ広場 - 旧仙台女子商業高等学校の山雷神校地跡。
- 国見浄水場
- 仙台市営バス「西雷神」停留所、「国見駅入口」停留所

## 隣の駅
東日本旅客鉄道（JR東日本）
■仙山線
□快速・■普通
東北福祉大前駅 - 国見駅 - 葛岡駅

### 記事本文
1. 1 2 3 4  “駅の情報（国見駅）：JR東日本”.   東日本旅客鉄道. 2024年8月27日時点のオリジナルよりアーカイブ。2024年10月1日閲覧。
2. 1 2 3 4 5 6 7 8 9  『週刊 JR全駅・全車両基地』 23号 盛岡駅・平泉駅・山寺駅ほか74駅、朝日新聞出版〈週刊朝日百科〉、2013年1月20日、25頁。
3. ↑  「「通報」●仙山線北山駅ほか1駅の駅員無配置について（旅客局）」『鉄道公報』日本国有鉄道総裁室文書課、1983年12月24日、2面。
4. ↑  「乗車駅証明書発行機を設置」『交通新聞』交通協力会、1986年10月16日、2面。
5. ↑  石野哲（編）『停車場変遷大事典 国鉄・JR編 Ⅱ』（初版）JTB、1998年10月1日、474頁。ISBN 978-4-533-02980-6。
6. ↑  鉄道ピクトリアル 1997年7月号 81頁
7. ↑  『2003年10月26日（日）仙台エリアSuica（スイカ）デビュー!』（PDF）（プレスリリース）東日本旅客鉄道、2003年8月21日。オリジナルの2020年5月26日時点におけるアーカイブ。2020年5月26日閲覧。
8. ↑  “駅の情報（国見駅）：JR東日本”.   東日本旅客鉄道. 2021年9月14日時点のオリジナルよりアーカイブ。2021年9月14日閲覧。
9. ↑  『Suicaエリア外もチケットレスで! 東北エリアから「えきねっとQチケ」がはじまります』（PDF）（プレスリリース）東日本旅客鉄道、2024年7月11日。オリジナルの2024年7月11日時点におけるアーカイブ。2024年8月10日閲覧。
10. 1 2  “JR東日本：駅構内図・バリアフリー情報（国見駅）”.   東日本旅客鉄道. 2024年8月11日閲覧。
11. ↑  『鉄道ピクトリアル』第48巻第3号、電気車研究会、1998年3月、90頁。

### 利用状況
JR東日本
1. 1 2  “各駅の乗車人員（2023年度）”.   東日本旅客鉄道. 2024年7月23日閲覧。
2. ↑  “各駅の乗車人員（2000年度）”.   東日本旅客鉄道. 2019年2月18日閲覧。
3. ↑  “各駅の乗車人員（2001年度）”.   東日本旅客鉄道. 2019年2月18日閲覧。
4. ↑  “各駅の乗車人員（2002年度）”.   東日本旅客鉄道. 2019年2月18日閲覧。
5. ↑  “各駅の乗車人員（2003年度）”.   東日本旅客鉄道. 2019年2月18日閲覧。
6. ↑  “各駅の乗車人員（2004年度）”.   東日本旅客鉄道. 2019年2月18日閲覧。
7. ↑  “各駅の乗車人員（2005年度）”.   東日本旅客鉄道. 2019年2月18日閲覧。
8. ↑  “各駅の乗車人員（2006年度）”.   東日本旅客鉄道. 2019年2月18日閲覧。
9. ↑  “各駅の乗車人員（2007年度）”.   東日本旅客鉄道. 2019年2月18日閲覧。
10. ↑  “各駅の乗車人員（2008年度）”.   東日本旅客鉄道. 2019年2月18日閲覧。
11. ↑  “各駅の乗車人員（2009年度）”.   東日本旅客鉄道. 2019年2月18日閲覧。
12. ↑  “各駅の乗車人員（2010年度）”.   東日本旅客鉄道. 2019年2月18日閲覧。
13. ↑  “各駅の乗車人員（2011年度）”.   東日本旅客鉄道. 2019年2月18日閲覧。
14. ↑  “各駅の乗車人員（2012年度）”.   東日本旅客鉄道. 2019年2月18日閲覧。
15. ↑  “各駅の乗車人員（2013年度）”.   東日本旅客鉄道. 2019年2月18日閲覧。
16. ↑  “各駅の乗車人員（2014年度）”.   東日本旅客鉄道. 2019年2月18日閲覧。
17. ↑  “各駅の乗車人員（2015年度）”.   東日本旅客鉄道. 2019年2月18日閲覧。
18. ↑  “各駅の乗車人員（2016年度）”.   東日本旅客鉄道. 2019年2月18日閲覧。
19. ↑  “各駅の乗車人員（2017年度）”.   東日本旅客鉄道. 2019年2月18日閲覧。
20. ↑  “各駅の乗車人員（2018年度）”.   東日本旅客鉄道. 2019年7月18日閲覧。
21. ↑  “各駅の乗車人員（2019年度）”.   東日本旅客鉄道. 2020年7月12日閲覧。
22. ↑  “各駅の乗車人員（2020年度）”.   東日本旅客鉄道. 2021年7月26日閲覧。
23. ↑  “各駅の乗車人員（2021年度）”.   東日本旅客鉄道. 2022年8月11日閲覧。
24. ↑  “各駅の乗車人員（2022年度）”.   東日本旅客鉄道. 2023年7月13日閲覧。

仙台市統計書
1. 1 2 3  “121.仙台市内JR各駅の旅客輸送状況” (xls). 仙台市統計書（平成14年版）-13.交通・運輸・通信.   仙台市. 2024年9月24日時点のオリジナルよりアーカイブ。2024年9月25日閲覧。
2. 1 2 3 4 5  “116.仙台市内JR各駅の旅客輸送状況（一日平均乗車人員）” (xls). 仙台市統計書（平成19年版）.   仙台市. 2024年9月24日時点のオリジナルよりアーカイブ。2024年9月25日閲覧。
3. ↑  “116.仙台市内JR各駅の旅客輸送状況（一日平均乗車人員）” (xls). 仙台市統計書（平成20年版）.   仙台市. 2024年9月24日時点のオリジナルよりアーカイブ。2024年9月25日閲覧。
4. 1 2 3 4 5  “107.仙台市内JR各駅の旅客輸送状況（一日平均乗車人員）” (xls). 仙台市統計書（平成25年版）.   仙台市. 2024年9月24日時点のオリジナルよりアーカイブ。2024年9月25日閲覧。
5. 1 2 3 4 5  “13-1.仙台市内JR各駅の旅客輸送状況（一日平均乗車人員）” (Excel). 仙台市統計書（平成30年版）.   仙台市. 2019年5月9日時点のオリジナルよりアーカイブ。2019年5月9日閲覧。
6. 1 2 3 4  “13-1.仙台市内JR各駅の旅客輸送状況（一日平均乗車人員）” (xlsx). 仙台市統計書（令和4年版）.   仙台市. 2024年9月24日時点のオリジナルよりアーカイブ。2024年9月25日閲覧。